# Mikroregion Budyňsko
Mikroregion Budyňsko je dobrovolný svazek obcí v okresu Litoměřice, jeho sídlem je Budyně nad Ohří a jeho cílem je podpora regionálního rozvoje a ochrana životního prostředí. Sdružuje celkem 11 obcí a byl založen v roce 1999.

## Obce sdružené v mikroregionu
- Budyně nad Ohří
- Mšené-lázně
- Dušníky
- Přestavlky
- Radovesice
- Martiněves
- Žabovřesky nad Ohří
- Nové Dvory
- Brozany nad Ohří
- Dolánky nad Ohří
- Doksany